# Tana FC Formation
O Tana FC Formation é um clube de futebol com sede em Analamanga, Madagascar. A equipe compete no Campeonato Malgaxe de Futebol.

## História
O clube foi fundado em 2008.